# David Zuberer
David A. Zuberer là một nhà vi sinh vật học người Mỹ, hiện là Giáo sư danh dự tại Đại học Texas A&M.